# الجبرية (قرية)
الجبرية هي قرية من قرى منطقة حائل في المملكة العربية السعودية تقع ضمن نطاق محافظة بقعاء إدارياً.

## الموقع
تقع الجبرية على بعد 85كم في شمال شرق مدينة حائل, 10كم شمال غرب مدينة بقعاء.  يحدها من الشمال النفود الكبير ويحيط بها مزارع من الجهات الأخرى.